# Osbald de Northumbria
Osbald fue rey de Northumbria durante 796. Era amigo de Alcuin, obispo de York que a menudo le aconsejaba.
Osbald era un hombre violento y probablemente un asesino. El 9 de enero de 780, asesinó a Bearn, hijo de Ælfwald quemándole en Selectune (posiblemente Silton, Yorkshire del norte). En 793 Alcuin escribió dos cartas a Osbald instándole para dejar su modo de vida extravagante. Criticaba su comportamiento codicioso, lujosas vestimentas y su corte de pelo pagano. Le animaba a que se dedicara a Dios porque “el lujo en emperadores significa pobreza para las personas”.
Osbald se convertía en rey de Northumbria en 796 mientras el país se disolvía en la anarquía. Gobernó durante 27 días antes de ser abandonado por la casa real y el pueblo. Se exilió en Lindisfarne.
Poco después, Osbald navegó hacia los Pictland con sus compañeros, donde fue acogido por Caustantín, Rey de los Pictos.
Osbald dio su nombre a dos sitios alrededor del área de Northumbria:
- Osbaldeston, Blackburn
- Osbaldwick, York

Osbald murió en 799 y fue enterrado en York Minster.